# نهاية مشوقة
نهاية مشوقة أو تشويق هو مصطلح يستعمل في الأعمال الروائية كنوع من النهايات المفتوحة بهدف خلق عنصر التشويق والتوقعات القوية لدى القارئ أو المشاهد. وتبدأ النهاية المشوقة عندما تنتهي القصة قبل نهاية الأحداث في نقطة حاسمة من المؤامرة والمخاطر. ويعد هذا النوع من النهايات شائع جدا في المسلسلات، التي غالبا ما تتضمن تتمة.